# Pico Salamanca
El Pico Salamanca es una elevación ubicada en la provincia de Chubut, Patagonia Argentina, en cercanías de la ciudad de Comodoro Rivadavia, pudiendo divisarse desde la playa costanera, en la zona sur y todas las demás playas hacia el norte. Se caracteriza principalmente por poseer una perfecta silueta cónica, única en la zona. Su elevación tiene una altura máxima de 576 m s. n. m.
Estos rasgos peculiares para la geografía de la zona y la región lo hacen único. El accidente geográfico es parte de la Pampa Salamanca, emplazándose en el tramo final de esta, antes de perderse en el mar Argentino en el este a pocos kilómetros. Además, en las cercanías se encuentra un paraje del mismo nombre y en sus costas se asienta el Parque interjurisdiccional marino costero Patagonia Austral recientemente creado para proteger el área costera de gran biodiversidad. A pesar de esta protección, la zona que rodea a la elevación sufre la caza furtiva que se concentra en guanacos y ñandúes.
Sin contar la sección de Los Andes fueguinos es el punto más elevado próximo a la costa atlántica continental argentina.

## Toponimia
En el viaje de Joaquín olivares (1745) con la nave San Antonio fue la primera que recorrió el golfo San Jorge y denominó pico Santo Tomás al que ahora se conoce como pico Salamanca. El 24 de noviembre de 1895 una nueva expedición realizada con el bergantín Nuestra señora del Carmen, una sumaca y una lancha a remo al mando de Juan Gutiérrez de la Concha y José de la Peña. Tenían como misión realizar un relevamiento completo del golfo San Jorge. A medida que efectuaban el relevamiento de la costa patagónica, iban confeccionando mapas de las diversas zonas y bautizando los principales accidentes costeros con nombres de antiguos camaradas y nombres de los oficiales de la Marina Real ligados a trabajos realizados en nuestras costas, o que habían colaborado en las expediciones. Así se nombró al pico Santo Tomás como pico Salamanca como homenaje a Secundino Salamanca, oficial del navío "La Descubierta".

## Aspecto
Es un atractivo muy popular en la zona. Sin embargo, posee una imagen engañosa debido a que de lejos la elevación se ve gigante e imponente; pero al acercarse a su base se tiende a pensar que su ascenso se torna fácil de concretar.  El paisaje es descripto como extremadamente bello.  Además, durante el ascenso se puede disfrutar de la vegetación: molle, malaespina, tomillo, botón de oro, todo de un verde intenso desde la primavera al verano. Manadas de guanacos recorren el lugar y observan al paseante, e incluso es posible encontrar zorros, cuises y muchas aves. Por último, desde la cima, los 360° de vista panorámica sorprenden.

## Acceso al lugar
Desde Comodoro hay 36,9 km de distancia. El acceso más conocido es partiendo de Caleta Córdova. Se debe andar rumbo norte por la ruta provincial 1 camino de ripio. Otra opción es dejar los vehículos sobre las playas de Rocas Coloradas y desde allí partir caminando 2 kilómetros hacia la base del pico. Una vez alcanzado el inicio de la elevación, se debe proseguir por un sendero angosto conduce desde allí al pico. Sin embargo, el camino por momentos se hace un poco angosto y las banquinas no son seguras. Otra forma de llegar, esta vez en vehículos todo terreno es a través de sus playas de canto rodado. En ella se dejan los vehículos y desde ahí se inicia la caminata más prolongada que la anterior al pico.Los accesos a la elevación están atravesados por estancias privadas y sufren la vista de cazadores furtivos que cazan al guanaco y al ñandú. Una vez llegado a la base del Salamanca los visitantes divisan un molinete de madera para realizar el ingreso a pie.

## Senderismo al pico

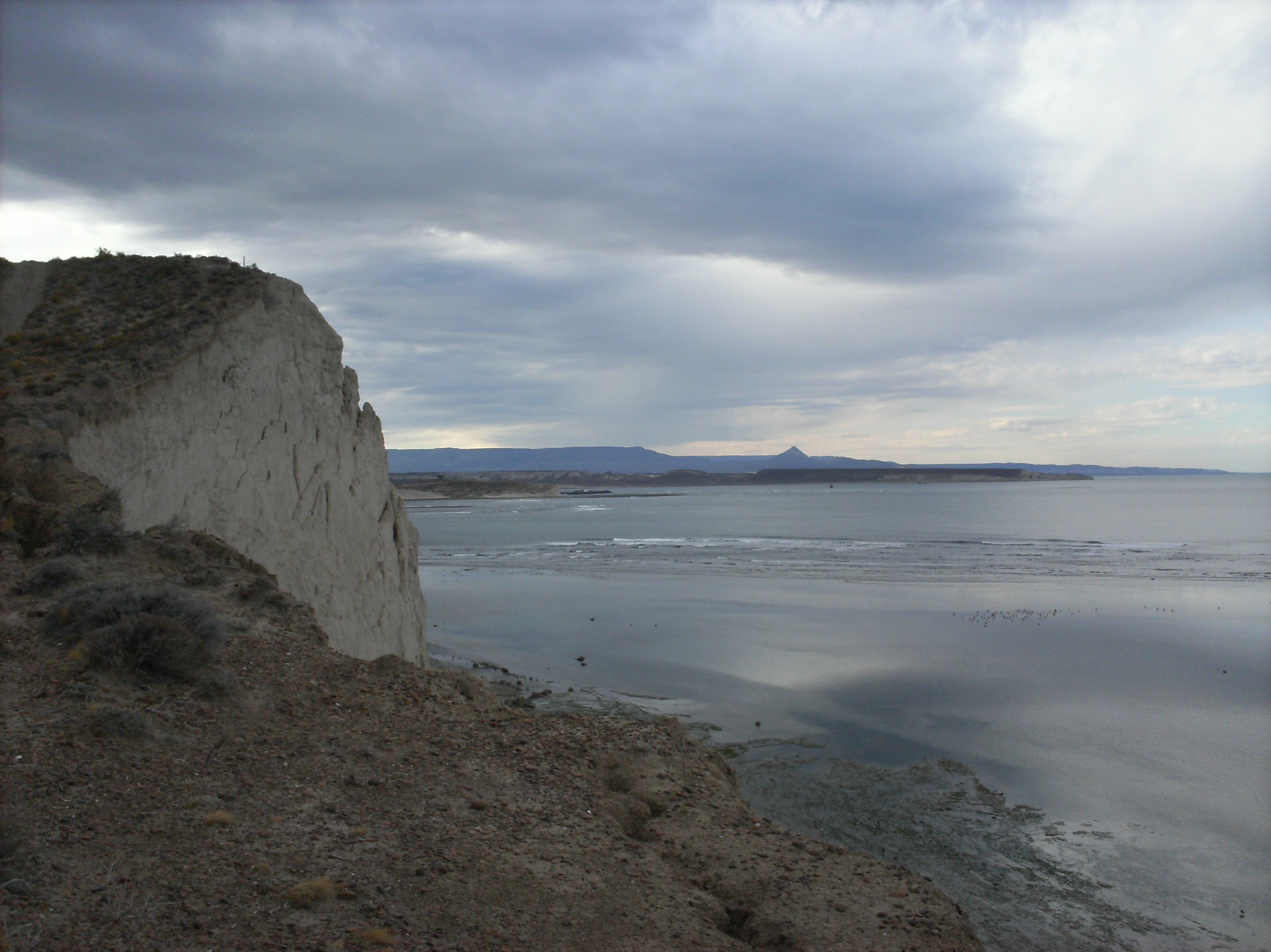
Sobre la playa de cabo San Jorge, en Caleta Olivares, se divisa al Salamanca junto con una vista general plana de la pampa Salamanca.

Para llegar a la base del pico, se tiene que seguir siempre por el camino principal unos 22 km y antes de que este finalice se ve una escalera de cemento que conduce a un fogón. La senda que conduce a la cima de la montaña nace en dos lugares distintos para luego unirse más adelante. 
La primera y más próxima nace en el margen izquierdo del cañadón, que halla en el margen izquierdo del fogón. Se distingue de la segunda, dado que está mejor marcada.
La segunda senda nace a la derecha del fogón, allí se encuentra con un amplio playón reparado del viento para dejar los autos. Está senda ofrece a diferencia de la primera un paisaje de lomas de arcilla y el fondo imponente del mar.  
Las sendas de acceso están alejadas del pie del cerro y agregan aproximadamente 30 minutos más al tiempo de escalada.
Los visitantes pueden elegir así dos opciones:
- Ladera sur: es la que se recomienda para el ascenso y descenso a los caminantes menos experimentados. Es aconsejable respetar la senda que está marcada con postes de aproximadamente un metro de altura. Si se pone un poco de atención, la misma se puede divisar a metros de molinete y hacia la izquierda del mismo.

- Ladera norte: por esta ladera es posible subir y bajar. Se la reserva para escalantes más avanzados. Tiene un poco menos de inclinación, con bancos arcilla y poca vegetación, que en muchas ocasiones puede servir para agarrase y tomar envión en la subida o frenar en la bajada.[8]

La cumbre se alcanza en unas 2 o 3 horas, y desde ella se obtiene una espectacular vista panorámica del océano y los cerros circundantes. Además, en ambos casos el recorrido a la cima es 5 horas ida y vuelta. Se podría decir que es de una dificultad media. Esta dificultad tendría una relación directa con la resistencia que hay que tener para pasar varias horas caminando bajo el sol. El descenso se puede realizar por el mismo camino de ida o, para los más osados, existe la posibilidad de bajar por la zona conocida como “los arenales”, una empinada senda de dunas, por las cuales se podrán deslizar como si estuvieran esquiando.
Otras de las opciones es recorrer su playas repletas de vida marina, que brinda la posibilidad de hacer pesca de alto nivel, y si se desea, nadar en sus aguas.
El 8 de marzo de 2022 la municipalidad, por medio del ente Comodoro Turismo, inauguró un sendero unificador de todos los anteriores que había. Para ello se sacaron más de 500 marcas y se limpió toda la basura del circuito. La posibilidad del disfrute paisajístico se dio por la colaboración del propietario de las tierras adyacentes al pico Eduardo Antonio, quien por permite el ingreso para que todos los visitantes. La inversión municipal incluye de marcación del camino y nuevos carteles que indican la distancia, dificultad, altura y referencia, como así también las recomendaciones para subir a la cumbre de los cerros Sombrero y Pico Salamanca, respectivamente.
La nueva diagramación del recorrido se divide en 4 puntos principales. Los mismos están ubicados a medida que se adentran desde el camino de llegada:
- cañadón de los vientos
- cumbre cerro Sombrero
- laguna Seca
- cumbre Pico Salamanca

La zona es de interés para las ciencias naturales y son comunes excursiones de tipo geológicas al Pico Salamanca abiertas a toda la comunidad y son organizadas por operadores turísticos y la municipalidad.

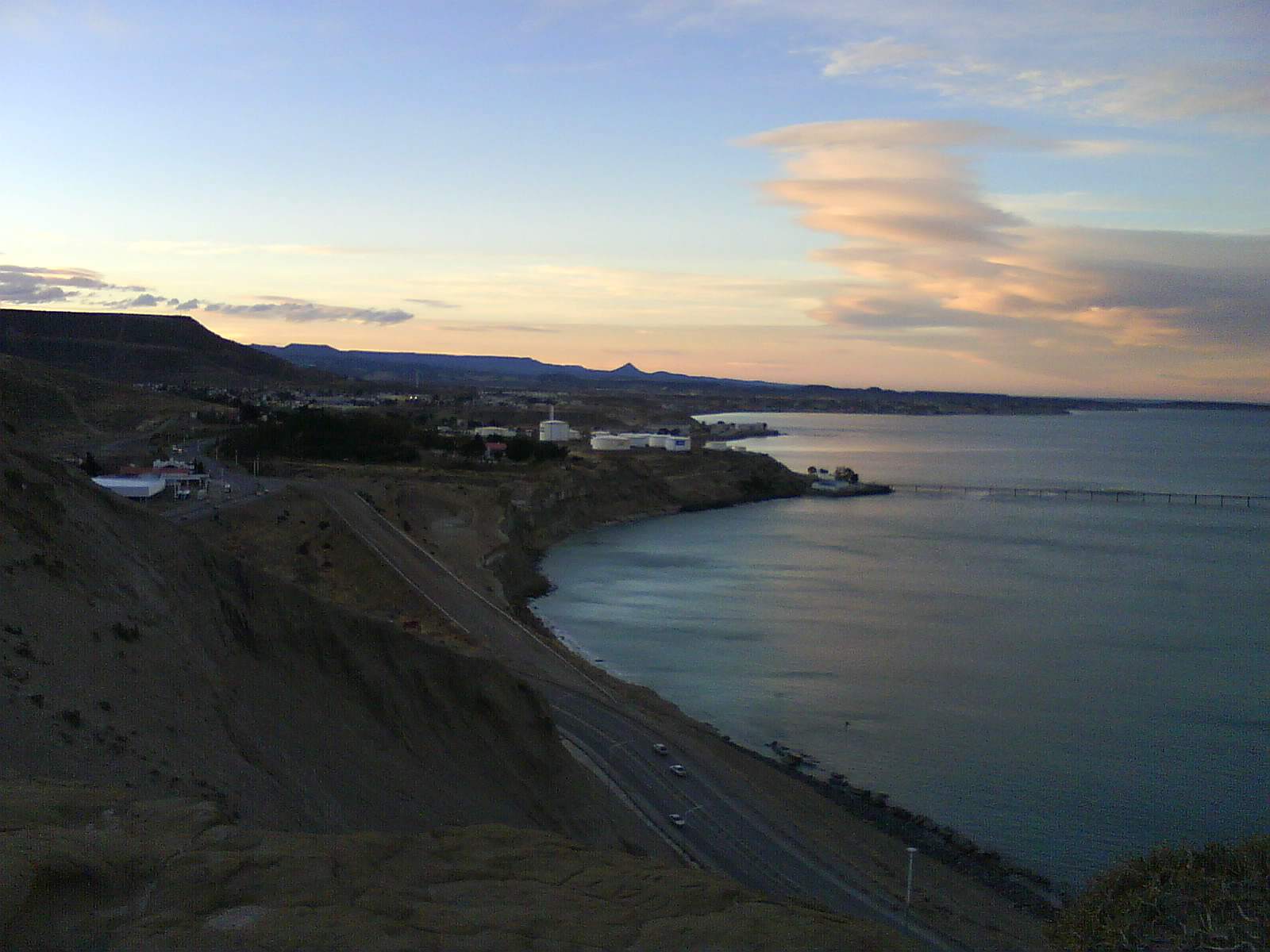
El pico divisado desde el cerro Chenque en Comodoro Rivadavia